# Warve
Eine Warve („Jahresschicht“, von schwedisch varvig lera ‚geschichteter Ton‘) umfasst die Sedimentation eines Jahres in Seen oder im Meer.

## Grundlagen
Eine Warve baut sich aus mehreren unterscheidbaren Teillagen auf. Zur Bildung von Warven sind in Jahresrhythmus wechselnde Sedimentationsverhältnisse notwendig. Bei Vorliegen von Warven im Sediment kann, wie bei Baumringen, durch Auszählen der Warven (siehe Warvenchronologie) das Alter (des Sediments) präzise ermittelt werden. Weiterhin schwanken die Mächtigkeiten der Jahresschichten und ihre interne Struktur in Abhängigkeit von einwirkenden äußeren Parametern, wie etwa vom Klima.

## Geschichte
Der Begriff Warve, (Hvarfig lera) wurde zuerst 1862 auf einer Karte des Schwedischen Geologischen Dienstes (Sveriges Geologiska  Undersökning) verwendet. Die formale Definition wurde 1910 von dem schwedischen Geologen Gerard Jakob De Geer (1858–1943) gegeben.

## Warventypen
Man unterscheidet verschiedene Warventypen.

### Klastische Warven

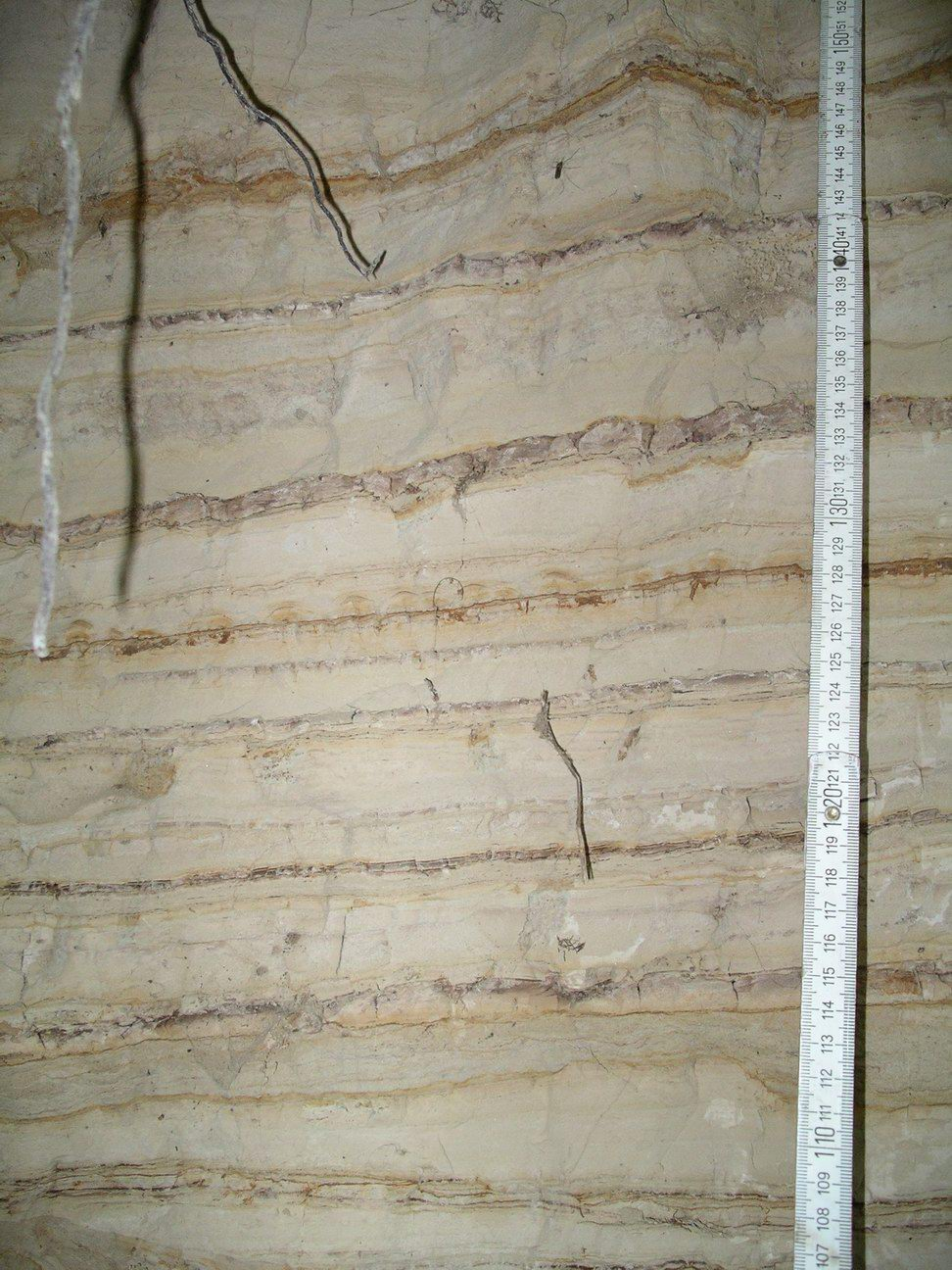
Ein Beispiel für klastische Warven; die hellen Lagen sind die gröberen Ablagerungen des Sommers, die dunkleren Schichten entstanden im Winter. Bänderschluffe in Macherslust; Ortsteil von Eberswalde, Brandenburg

Klastische Warven können in Gewässern gebildet werden, in denen der Stoffeintrag aus dem Einzugsgebiet das am Seegrund abgelagerte Sediment dominiert. Das trifft vor allem auf periglaziale und Hochgebirgsseen zu. Hier wird im Sommer, wenn das in der Umgebung des Gewässers vorhandene Eis taut, durch starke Abflüsse grobes Material (sandig, oft hell) am Seegrund abgelagert. Im Winter, wenn der See zugefroren ist, sinkt das während des Jahres in den See gelangte Feinmaterial (Ton) ab und es entsteht eine feinkörnige (oft dunkle) Lage. Diese Abfolge stellt zusammen ein Jahr dar. Die häufige Wiederholung dieser Abfolge führt zur Bildung eines Bändertons.

### Evaporitische Warven
Evaporitische Warven können in Gewässern semiarider Gebiete abgelagert werden. Dort wird durch Erwärmung und Verdunstung in jährlich regelhafter Weise die Löslichkeitskonzentration verschiedener Minerale (Karbonate, Sulfate, Chloride) überschritten, dabei fallen diese Minerale nacheinander aus und werden am Seegrund abgelagert. Den Verdunstungsvorgang bezeichnet man als Evaporation. Die Wiederholung dieser charakteristischen Abfolge kann je nach Gesamtsituation als Sedimentation eines Jahres klassifiziert oder unter anderen Umständen als Abfolge wechselnder Rhythmen von mineralischen Schwebstoffeinträgen und Salzkristallisation angesehen werden. Letztere Variante trifft auf die Bildung mancher Alabasterlagerstätten zu.
Beispiele für solche Gewässer sind das Tote Meer oder die Schotts in Nordafrika.

### Organogene oder biogeochemische Warven
Organogene oder biogeochemische Warven können in dimiktischen meso-eutrophen Seen der höheren Breiten abgelagert werden. Diese Warven spiegeln hier einen Teil des im See abgelaufenen Lebens wider. Im Frühjahr, wenn das nährstoffreiche Tiefenwasser während der Frühjahrszirkulation ins Oberflächenwasser eingemischt werden kann, treten in solchen Seen oft Massenblüten planktischer Kieselalgen auf. Ein Teil dieser Algen gelangt nach dem Absterben an den Seegrund. Ihre Schalen bilden häufig die Frühjahrslage. Im Sommer gelangt wenig Material an den Seegrund, da die stabile thermische Schichtung (Thermokline) die Vermischung von Oberflächen- und Tiefenwasser behindert. Die nach der Frühjahrsblüte im Oberflächenwasser verbliebenen Nährstoffe zirkulieren in kurzen Kreisläufen (Nährstoff-Produzent-Konsument-Nährstoff). Eine Ausnahme stellen Kalkkristalle dar, die bei sommerlichen Algenblüten (CO2-Entzug durch Algen) und wegen der Erwärmung des Oberflächenwassers (Ausgasen des CO2 in Atmosphäre) ausgefällt werden. Dieser Kalk bildet in Hartwasserseen die Sommerlage. Kommt es im Herbst zur erneuten Zirkulation des gesamten Wasserkörpers, dann können weitere Blüten planktischer Kieselalgen auftreten und die Schalen am Seegrund abgelagert werden. Zusätzlich werden in den Herbstschichten auch benthisch-litorale Kieselalgenschalen und organischer Detritus gefunden. Im Winter wird eine Tonschicht abgelagert, wenn es während des Jahres ausreichend hohe Einträge aus dem Einzugsgebiet gegeben hat und über eine längere Dauer eine stabile Eisschicht für die vollständige Beruhigung des Wasserkörpers sorgt. Die Folge dieser vorgestellten Sub-Schichten repräsentiert die Sedimentation und das Leben einen Jahres. Beispiele für lange Sequenzen mit diesem Typ Jahresschicht sind die Eifel-Maare (ohne bzw. mit wenig Kalk), der Belauer See in Schleswig-Holstein (kalkführende Warven) oder das Baruther Maar östlich von Bautzen. Für üblich bleiben organogene bzw. biogeochemische Warven nur in Gebieten erhalten, in welchen die Eutrophierung mit teils anoxischen Verhältnissen einhergeht, so dass in den unteren Wasserschichten keine Bodenfauna bzw. Bioturbation vorherrscht.